# No Normal
«No Normal» (с англ. — «Никакой нормы») — шестой эпизод американского мини-сериала «Мисс Марвел» (2022), основанного на одноимённом персонаже комиксов Marvel. В этом эпизоде Камала Хан вместе со своими друзьями Бруно Каррелли и Накией Бахадир помогает Камрану сбежать от Департамента США по ликвидации разрушений, а также принимает псевдоним «Мисс Марвел». Действие эпизода происходит в медиафраншизе «Кинематографическая вселенная Marvel» (КВМ), разделяя преемственность с фильмами франшизы. Сценаристом выступили Уилл Данн, Эй Си Брэдли и Мэттью Чонси, а режиссёрами — Адиль и Билал.
Иман Веллани исполняет роль Камалы Хан / Мисс Марвел; в эпизоде также сыграли Мэтт Линтц, Ясмин Флетчер, Зенобия Шрофф, Мохан Капур, Саагар Шайх, Риш Шах, Лорел Марсден, Ариан Моайед, Алисия Рейнер, Лэйт Накли, Азар Усман, Травина Спрингер и Арамис Найт.
Эпизод «Никакой нормы» был выпущен на Disney+ 13 июля 2022 года.

## Сюжет
Камран находятся в бегах, Сэйди Дивер приказывает заблокировать город и хочет взять последнего живым. Камала Хан, Накия, Амир и Зоуи помогают им и разрабатывают план, чтобы задержать агентов Департамента США по ликвидации разрушений (DODC). Агент Клири приказывает им отступить, но Дивер игнорирует его и штурмует школу, где прячутся Камала и её друзья. DODC удаётся арестовать всех, кроме Камалы и Камрана. Камала рассказывает Камрану о смерти его матери и защищает его от агентов. Последний отправляется на причал, где его вывезет из страны Красный Кинжал. Клири увольняет Дивер, а Камала берёт себе псеводоним «Мисс Марвел», поговорив с отцом. Неделю спустя Бруно объясняет Камале, что у неё мутация в генах.
Браслет излучает странное свечение, и Камала меняется местами со своим кумиром Кэрол Дэнверс.

## Релиз
Эпизод «Никакой нормы» был выпущен на стриминговом сервисе Disney+ 13 июля 2022 года.

## Реакция
На сайте-агрегаторе рецензий Rotten Tomatoes серия имеет рейтинг 100 % со средней оценкой 8 из 10 на основе 6 отзывов. Эмма Фрейзер из IGN дала финалу 8 баллов из 10 и посчитала, что это «в целом неплохое завершение первого сезона». Сара Шаффи из The A.V. Club поставила эпизоду оценку «A» и отмечала развитие отношений Камалы с матерью, подчёркивая, что в первом эпизоде та заявляла о недоверии к дочери, а к финалу сказала, что доверяет ей. Кирстен Говард из Den of Geek вручила серии 3 звезды из 5 и писала, что «кландестины были в конечном счёте легко забываемыми злодеями, как и DODC». Арезу Амин из Collider дала финалу оценку «A» и назвала сериал восхитительным. Брэдли Рассел дал эпизоду 4 звезды из 5 и посчитал, что это «сдержанная серия, которая не впечатляет в плане злодеев, но позиционирует новейшего героя КВМ как силу, с которой нужно считаться до её появления на большом экране».

## Комментарии
1. ↑  Подразумевается, что Камала Хан — мутант[1][2][3][4]. Иман Веллани позже заявила, что Камала — первый мутант в «Кинематографической вселенной Marvel» (КВМ)[5].